# 瓦爾特·施倫堡
瓦爾特·施倫堡（Walter Friedrich Schellenberg，1910年1月16日—1952年3月31日），納粹德國的一位黨衛隊保安處高級人物。1944年阿勃維爾被废除后瓦爾特·施倫堡出任纳粹德国的外国情报機構负责人。
二戰結束後，瓦爾特·施倫堡被英国宪兵逮捕，最终在纽伦堡受审。1949年11月4日，他因参与谋杀苏联战俘而被判处六年徒刑。 两年后，由于其肝臟状况出現恶化，他因而得以出狱，并移居瑞士 ，之後又定居於意大利的韦尔巴尼亚。1952年瓦爾特·施倫堡病逝于都灵。 

## 備註
1. ↑  http://avalon.law.yale.edu/imt/01-04-46.asp Nuremberg Trial Proceedings Twenty-Seventh Day, Yale University's AVALON Project (cited 15 April 2016)
2. ↑  Some of his memoir was also written while he was in Switzerland with the assistance of his favorite secretary, Marie-Luise Schienke.[4]